# Pidonia
Genre
Pidonia est un genre d'insectes coléoptères de la famille des cérambycidés, de la sous-famille des lepturinés.
Selon Fauna Europaea, ce genre ne comprend, en Europe, qu'une espèce :
- Pidonia lurida (Fabricius, 1792)

## Autres espèces
- Pidonia (ceratopidonia) quadrata (Hopping, 1931)
- Pidonia (Pidonia) aurata (Horn, 1860)
- Pidonia (Pidonia) densicollis (Casey, 1914)
- Pidonia (Pidonia) ruficollis (Say, 1824)
- Pidonia (Pidonia) scripta (LeConte, 1869)
- Pidonia (Thesalia) gnathoides (LeConte, 1873)